# ماغنوس كريستنسن
ماغنوس كريستنسن (بالدنماركية: Magnus Christensen)‏ (20 أغسطس 1997 في الدنمارك - ) هو لاعب كرة قدم دانمركي في مركز الوسط. لعب مع نادي أوبه.

## وصلات خارجية
- ماغنوس كريستنسن على موقع اتحاد النرويج (النرويجية)
- ماغنوس كريستنسن على موقع قاعدة بيانات كرة القدم.إي يو (الإنجليزية)
- ماغنوس كريستنسن على موقع Soccerway.com (الإنجليزية)